# Comeglians
Comeglians (friülà Comelians) és un municipi italià, dins de la província d'Udine. És situat dins la Val Degano, a la Cjargne. L'any 2007 tenia 583 habitants. Limita amb els municipis d'Ovaro, Paluzza, Prato Carnico, Ravascletto, Rigolato.

## Fraccions
- Calgaretto (Cjalgjarêt) m 750
- Maranzanis (Maranzanas) m 608
- Mieli (Mieli) m 640
- Noiaretto (Naiarêt) m 802
- Povolaro (Povolâr) m 605
- Tualis (Tualias) m 908

## Administració
| Període | Identitat        | Partit        |
| ------- | ---------------- | ------------- |
| 2004-   | Flavio De Antoni | Llista cívica |

## Personatges il·lustres
- Leonardo Zanier, escriptor en friülà.